# 霞飞路捕房
霞飞路捕房 是上海法租界巡捕房下设的6个分区捕房之一，位于上海法租界霞飞路、葛罗路东南转角，即今上海市黄浦区（原卢湾区）淮海中路街道，淮海中路、嵩山路东南转角（淮海中路235号）。霞飞路捕房一直存在到1943年7月汪精卫政权收回租界。

## 建筑特色
霞飞路捕房是一幢建于20世纪初的历史建筑，建于1914年，为砖混结构联体建筑，包括嵩山路上的三层楼和淮海路上的四层楼。占地面积6667平方米，建筑面积6715平方米。
霞飞路捕房为法国文艺复兴风格，立面对称，清水红砖外墙，每层都设有柱廊。
战后，这里仍作为警察局使用，为上海市警察局嵩山分局。1960年，这里改为东风中学的校园。以后改为卢湾区职业教育中心、长乐-霍尔姆斯职校。2006年停止使用。法国蓬皮杜艺术中心曾计划在此设立上海分馆，但因中法谈判破裂而宣告失败。目前此处为“爱马仕之家”。1999年9月23日，霞飞路捕房入选第三批上海市优秀历史建筑。